# Gottlieb Ludolph Krehl
Gottlieb Ludolph Krehl (* 13. Januar 1745 in Königerode; † 10. März 1823 in Pirna) war ein deutscher evangelischer Geistlicher.

## Leben
Gottlieb Ludolph Krehl war der Sohn von Christian Ehrenfried Krehl († 1771), Pfarrer in Königerode und Dekan im Amt Rammelburg, später Generaldekan der Grafschaft Mansfeld, erster Schloss- und Stadtprediger in Mansfeld und Konsistorial-Assessor in Eisleben und dessen Ehefrau Christiane Charlotte, geb. Degner (1739–1775).
Aufgrund des frühen Todes seiner Mutter wurde er, weil sein Vater nicht mehr heiratete, von einer älteren Schwester seiner Mutter erzogen. Er besuchte das Domgymnasium Halberstadt unter dem Rektor Christian Gottfried Struensee und studierte anschließend Theologie an der Universität Halle bei Johann August Nösselt und an der Universität Leipzig; dort hörte er Vorlesungen bei Johann Christian Gottlieb Ernesti und Christian Fürchtegott Gellert.
Bevor er 1770 als Kandidat für das Predigeramt von dem Konsistorialrat in Eisleben examiniert wurde, war er noch Hauslehrer des Sohnes des Herrn Asseburg auf Schloss Neindorf bei Oschersleben. Nach dem Tod seines Vaters erhielt er 1772 die Stelle von dessen Nachfolger als Diakon an der Nicolaikirche in Eisleben.
1789 wurde er auf die Stelle einer Superintendentur versetzt. Dieses verdankte er dem Wirklichen Geheimrat und Konferenzminister Christoph Gottlob von Burgsdorff, in dessen Haus er freundschaftlich verkehrte. Hierdurch wurde er auch mit August Hermann Niemeyer bekannt, mit dem ihn später ebenfalls eine tiefe Freundschaft verband. Während Christoph Gottlob von Burgsdorff als Oberkonsistorialpräsident nach Dresden versetzt wurde, lehnte Gottlieb Rudolph Krehl mit dessen Wissen und Einverständnis einen Ruf als Domprediger und Assessor der domkapitularischen Kirchen und Schuldeputation in Halberstadt ab. Für diese Ablehnung sollte er entschädigt werden, und er hatte die Möglichkeit, die nach dem Tod von Carl Gottfried Küttner (1739–1789) frei gewordene Stelle des Superintendenten in Pirna zu besetzen. Hierzu bewarb er sich am 2. Mai 1789 mit einer Gastpredigt in der evangelischen Hofkirche in Dresden, zu der auch das Ratskollegium aus Pirna eingeladen wurde. Nach der Predigt fiel die Wahl der vier Ratsmitglieder einstimmig aus und er erhielt am 21. Mai 1789 seine Berufung zum Superintendenten. Allerdings konnte er sein Amt erst nach dem abzuwartenden halben Gnadenjahr am 29. September 1789 antreten.
Auf seinen Vorschlag hin wurde in Pirna das Dresdner Gesangbuch bald nach dessen Erscheinen eingeführt. Er regte eine Schulbibliothek an, richtete ein Schullehrer-Seminar ein, in dem er selbst Unterricht hielt, und führte einen vierteljährlichen besonderen Kindergottesdienst ein. Außerdem richtete er eine Witwen- und Waisenkasse sämtlicher Prediger und Schullehrer seiner Diözese ein. Er führte seine Gemeinde als Oberpfarrer auch durch die schwierigen Kriegs- und Notzeiten während der französischen Besetzung 1813.
Anlässlich seines fünfzigjährigen Dienstjubiläums am 28. Juli 1822 war der Oberhofprediger Christoph Ammon nach Pirna angereist, der auch gleichzeitig der Schwiegervater des Sohnes von Gottlieb Ludolph Krehl war. Auch der Konferenzminister Graf Peter Carl Wilhelm von Hohenthal und der Oberkonsistorialpräsident Hans August Fürchtegott von Globig (1773–1832) waren anlässlich der Feier erschienen.
Ostern 1774 heiratete Gottlieb Ludolph Krehl Eva Susanne († 1816), älteste Tochter des Auditeurs Ziegra in Sangerhausen. Gemeinsam hatten sie sieben Kinder, von denen beim Tod der Mutter nur noch zwei am Leben waren. Die älteste Tochter heiratete den Pastor Wolf aus Hohnstein und sein Sohn August Ludwig Gottlob Krehl wurde Pastor und Professor der hebräischen Sprache an der Fürstenschule St. Afra in Meißen und später ordentlicher Professor für praktische Theologie an der Theologischen Fakultät der Universität Leipzig. Seine bereits verstorbene Tochter war mit dem Arzt der Berliner Charité Karl Georg Neumann verheiratet.

## Ehrungen
Während seines fünfzigjährigen Dienstjubiläums überreichte ihm Oberkonsistorialpräsident Friedrich Ferdinand Gottlieb von Globig das Ritterkreuz zum königlich sächsischen Zivilverdienstorden und er erhielt das Diplom zum Dr. theol. h. c. der Theologischen Fakultät der Universität Halle sowie einen silbernen Leuchter, den der Minister Gottlob Adolf Ernst von Nostitz und Jänkendorf überreichen ließ.

## Schriften (Auswahl)
- Abschied an Neindorf. 1772.
- Abschiedspredigt, in der Nicolaikirche zu Eisleben gehalten. Eisleben, 1789.
- Rede bei der Einweihung des neuen Schulhauses in Gottleuba am 1. November 1803. Prediger-Journal für Sachsen, 2. Jahrgang, 1. Heft, 1804. S. 55–61.
- Rede bei der Pfarrprobe in Langenhennersdorf am Sonntage Estomihi 1804. Prediger-Journal für Sachsen, 2. Jahrgang, 9. Heft. S. 677–683.
- Predigt an dem Dankfeste bei dem Einzuge der Verbündeten in Paris. Pirna, 1814.
- Die Hoffnung des Vaterlandes. Eine Predigt bei der Rückkehr des Königs von Sachsen zu seinen Staaten. 1815.
- Rede bei der Vorstellung des Herrn Pastor Löffler zu Ehrenberg, als Pfarrer zu Porschendorf und Liebethal am 1. Osterfeiertage 1816 gehalten. Christoph Ammon: Magazin für christliche Prediger, 1. Band. 1. Stück, 1816. S. 255–262.
- Predigt bei der Einweihung einer wie derhergestellten Begrabnißkirche. Christoph Ammon: Magazin für christliche Prediger, 2. Band. 2. Stück, 1818. S. 448–458.
- In August Hermann Niemeyers Gesangbuch zum gottesdienstlichen Gebrauche für die Stadt und das Herzogtum Magdeburg ist ein Morgenlied (Nr. 331) von Gottlieb Ludoph Krehl enthalten.[3]